# Arcady (réalisateur)
Pour les articles homonymes, voir Arcady (homonymie).
Arcady Brachlianoff dit Arcady est un réalisateur et directeur de la photographie français, né à Sofia le 2 janvier 1912 et mort à Montrouge le 12 novembre 2001.

## Biographie
Arcady s'installe à Paris à 18 ans afin d'étudier à l'École centrale. Jeune ingénieur, passionné par la technique et les arts graphiques, il s'oriente vers le cinéma ; il devient selon René Tabès « le grand maître des trucages et des effets spéciaux du cinéma français ».
Réalisateur et producteur de courts métrages et de films d'animation, il a participé à la fondation du groupe des Trente. Il était considéré comme un expérimentateur dans le domaine du documentaire et dans le film d'art.
Comme compositeur, Arcady a écrit la musique de quelques chansons, notamment Tout me sourit et Vous oubliez votre cheval pour Charles Trenet.

## Filmographie partielle
Réalisateur
- 1943 : Kapok, l'Esquimau
- 1945 : Astre et désastre
- 1951 : La Légende cruelle, court métrage d'Art réalisé avec Gabriel Pomerand à partir des œuvres de Léonor Fini
- 1960 : Prélude pour voix et caméra
- 1961 : Savoir choisir
- 1961 : L'Ondomane

Effets spéciaux
- 1955 : Arthur Honegger, court métrage de Georges Rouquier
- 1957 : Lettre de Sibérie de Chris Marker

Directeur de la photographie
- 1953 : Embarquement pour le ciel de Jean Aurel (court métrage)

## Distinctions
- 1961 : prix Émile-Cohl pour l'ensemble de son œuvre et pour sa contribution au film d'animation